# FC Schalke 04
FC Schalke 04, även S04, Die Knappen och Die Königsblauen, är en fotbollsklubb i Gelsenkirchen i Tyskland.
Klubben har en stark förankring i hemstaden och är präglad av Ruhrområdet. Ärkerivalen sedan lång tid tillbaka är Borussia Dortmund.
Schalke 04, som grundades 1904, är en klassisk klubb i Bundesliga. Klubben har i början av 2020-talet varvat mästerskap med nedflyttningar. Klubben åkte ur Bundesliga säsongen 2020/2021 men lyckades efter bara en säsong i andra-divisionen att i maj 2022 återigen kvalificera sig för spel i Bundesliga 2022/2023. Ett år senare flyttades laget ner igen och kom 23/24 på en mittenplacering i Bundesliga 2.

## Historia
Den 4 maj 1904 samlades några unga män i gruvstaden Gelsenkirchen för att bilda en formell fotbollsklubb. Den fick namnet Westfalia Schalke efter arbetarstadsdelen de bodde i. Det tyska fotbollsförbundet ville emellertid inte ha några gruvarbetare i sitt förbund så den nya klubben vägrades inträde i det seriösa ligasystemet. Lösning blev att infoga sig som en sektion för fotboll i en annan sportklubb, Turnverein 1877, men åren gick och 1924 var tiden inne att lämna Turnverein för att återuppstå som FC Schalke 04. 1928 lades stadsnamnet Gelsenkirchen till i klubbnamnet som tack för att staden hjälpt till ekonomiskt när klubbens första egna stadion, Glückauf-Kampfbahn, byggdes.

### Storhetstiden
Klubbens första storhetsperiod kom under 1930-talet med sex mästerskapstitlar 1934-1942. Man var även i final 1933, 1938 och 1941. 1938 förlorade man efter omspel med 3-4 mot sensationslaget Hannover 96. 1937 blev man även tyska cupmästare. Laget blev känt för sitt kortpassningsspel, "Schalker Kreisel", med Ernst Kuzorra och Fritz Szepan som de största spelarna. Fritz Szepan var nyckelspelare när Tyskland vid sitt första VM-slutspel tog brons 1934.

### Bundesligaskandalen
Under 1970-talet var man återigen ett av topplagen i Bundesliga med två andraplaceringar som bästa resultat. Man vann även den tyska cupen 1972. Den stora profilen på 1970-talet var skyttekungen Klaus Fischer. Schalke 04:s anseende svärtades enormt då ett stort antal spelare, bland dem Fischer, var inblandade i mutorna för att göra läggmatcher (Bundesligaskandalen).

### 2. Bundesliga
Under 1980-talet åkte laget upp och ner mellan Bundesliga och 2. Bundesliga. Man hade ingen ordning i klubben och det gav flera comebacker av gamla Schalke-spelare, där de flesta passerat "bäst före-datum". Schalke lyckades dock få fram en av sina största spelare när Olaf Thon kom fram i klubbens ungdomsled. 

### Nya framgångar

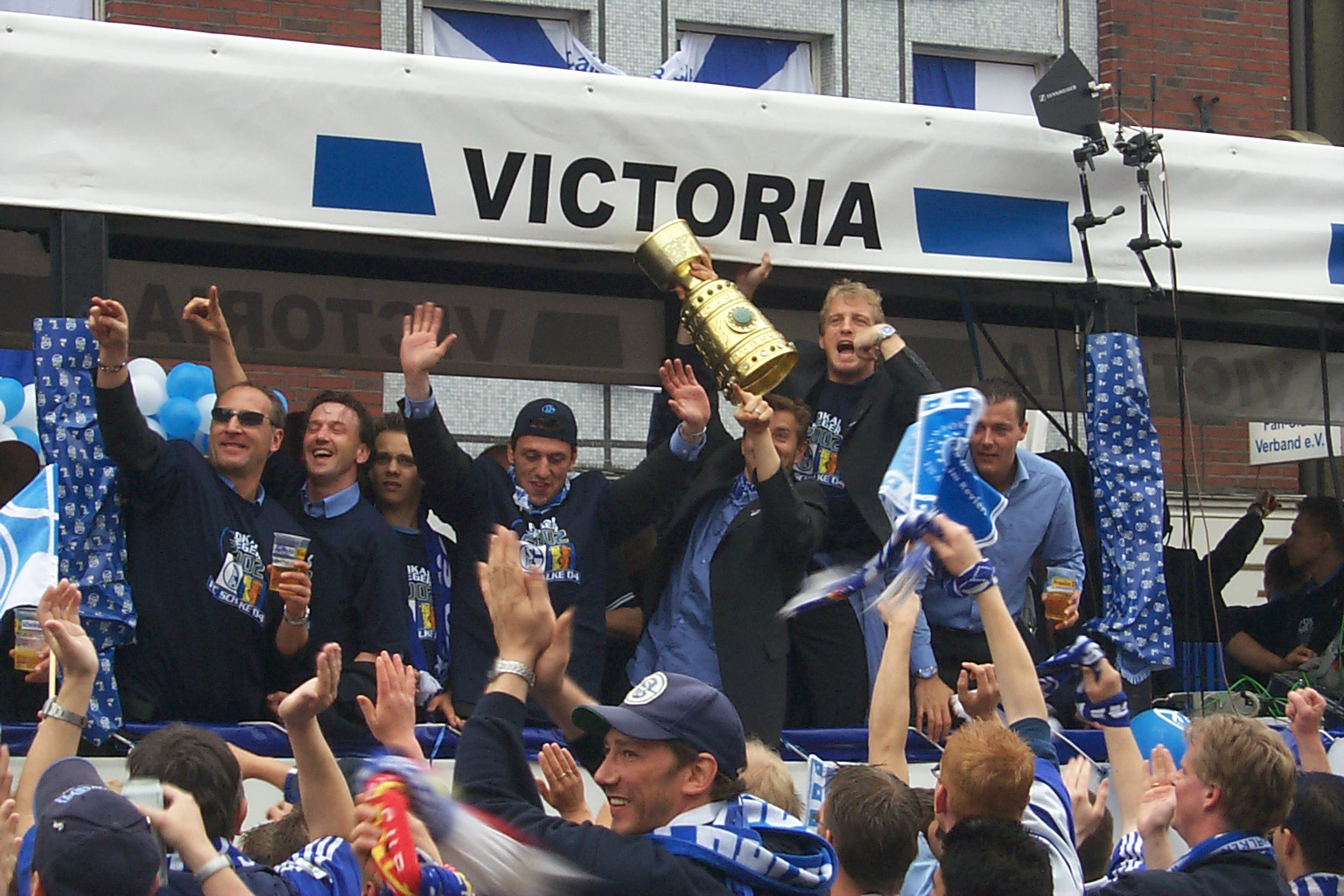
Schalke firar cupsegern 2001.

Under 1990-talet fick man ordning på föreningen och kunde fira nya framgångar: Schalke vann Uefacupen 1997 med profiler som Jens Lehmann, Olaf Thon, Thomas Linke med flera. I finalen slog man det italienska storlaget Inter. 2001 och 2002 vann man tyska cupen för första gången sedan 1972. Klubben har satsat stort med bl.a. byggandet av en ny modern fotbollsarena i Veltins-Arena. Klubben och managern Rudi Assauer siktar högt och villa utmana rivalen FC Bayern München. De stora satsningarna har ansträngt klubbens ekonomi men också gett framgångar. 2001 och 2005 kom man tvåa i Bundesliga - efter Bayern München. 2001 "förlorade" man guldet i slutsekunderna av sista omgången sedan Bayern München genom Patrik Andersson kvitterat mot Hamburger SV på övertid.

### 2004-2005
Inför Bundesliga 2004/2005 storsatsade klubben genom dyra köp av bland annat Lincoln (FC Kaiserslautern), Ailton (Werder Bremen) och Marcelo Bordon (VfB Stuttgart). På ledarsidan hade man engagerat den meriterade Jupp Heynckes (bl.a. Champions League-segrare med Real Madrid). Men säsongsstarten var usel och Heynckes avgick. Istället engagerades Ralf Rangnick och plötsligt vände allt för Schalke som ångade framåt i tabellen och länge såg ut att bli den stora utmanaren till FC Bayern München. Man slog Bayern hemma under våren 2005 men sedan följde en genomklappning och klubben kunde aldrig komma tillbaka för att slåss om guldet. En andraplats och spel i Champions League blev plåster på såren. Nya satsningar inför säsongen 2005-2006 blev värvningar av de tyska landslagsspelarna Kevin Kuranyi och Fabian Ernst och av den danska landslagsanfallaren Søren Larsen, som före juli 2005 spelade i Djurgårdens IF.

## Spelare

### Spelartrupp
| 1  | Tyskland  | Ralf Fährmann      | 27 september 1988 | Eintracht Frankfurt (-11)  |
| 13 | Tyskland  | Alexander Schwolow | 2 juni 1992       | Hertha Berlin (-22)        |
| 28 | Tyskland  | Justin Heekeren    | 27 november 2000  | Rot-Weiss Oberhausen (-22) |
| 34 | Österrike | Michael Langer     | 6 januari 1985    | IFK Norrköping (-17)       |

| 2  | Nederländerna | Thomas Ouwejan     | 30 september 1996 | AZ (-21)                |
| 3  | Österrike     | Leo Greiml         | 3 juli 2001       | Rapid Wien (-22)        |
| 4  | Japan         | Maya Yoshida       | 24 augusti 1988   | Sampdoria (-22)         |
| 22 | Mali          | Ibrahima Cissé     | 15 februari 2001  | Gent (-22)              |
| 27 | Schweiz       | Cédric Brunner     | 17 februari 1994  | Arminia Bielefeld (-22) |
| 33 | Tyskland      | Malick Thiaw       | 8 augusti 2001    | FC Schalke 04           |
| 35 | Polen         | Marcin Kaminski    | 15 januari 1992   | Stuttgart (-21)         |
| 41 | Tyskland      | Henning Matriciani | 14 mars 2000      | Lippstadt (-20)         |

| 6  | Tyskland  | Tom Krauss       | 22 juni 2001      | RB Leipzig (-22)          |
| 8  | Tyskland  | Danny Latza      | 7 december 1989   | Mainz (-21)               |
| 10 | Uruguay   | Rodrigo Zalazar  | 12 augusti 1999   | Eintracht Frankfurt (-21) |
| 14 | Sydkorea  | Lee Dong-Gyeong  | 20 september 1997 | Ulsan Hyundai (-22)       |
| 17 | Tyskland  | Florian Flick    | 1 maj 2000        | Waldhof Mannheim (-20)    |
| 18 | Kosovo    | Blendi Idrizi    | 2 maj 1998        | Fortuna Köln (-20)        |
| 20 | Frankrike | Florent Mollet   | 19 november 1991  | Montpellier (-22)         |
| 23 | Tyskland  | Mehmet Aydin     | 9 februari 2002   | FC Schalke 04             |
| 24 | Tyskland  | Dominick Drexler | 26 maj 1990       | Köln (-21)                |
| 29 | Tyskland  | Tobias Mohr      | 24 augusti 1995   | Heidenheim (-22)          |
| 30 | Tjeckien  | Alex Král        | 19 maj 1998       | Spartak Moskva (-22)      |
| 42 | Tyskland  | Kerim Calhanoglu | 26 augusti 2002   | Hoffenheim (-20)          |
| -  | Marocko   | Amine Harit      | 18 juni 1997      | Nantes (-17)              |

| 9  | Tyskland | Simon Terodde    | 2 mars 1988  | Hamburg (-21)      |
| 11 | Tyskland | Marius Bülter    | 29 mars 1993 | Union Berlin (-21) |
| 40 | Tyskland | Sebastian Polter | 1 april 1991 | Bochum (-22)       |

Not: Spelare i kursiv stil är inlånade.

### Utlånade spelare
| Nr | Land     | Pos | Namn                                             |
| -- | -------- | --- | ------------------------------------------------ |
|    | Tyskland | MF  | Can Bozdogan (i Utrecht till 30 juni 2023)       |
|    | Belgien  | F   | Dries Wouters (i Mechelen till 30 juni 2023)     |
|    | Tyskland | A   | Marvin Pieringer (i Paderborn till 30 juni 2023) |

| Nr | Land      | Pos | Namn                                               |
| -- | --------- | --- | -------------------------------------------------- |
|    | Marocko   | MF  | Nassim Boujellab (i HJK till 31 december 2022)     |
|    | Österrike | MF  | Reinhold Ranftl (i Austria Wien till 30 juni 2023) |

### Rekord
|    |          | Spelare              | Matcher |
| -- | -------- | -------------------- | ------- |
| 1  | Tyskland | Klaus Fichtel        | 477     |
| 2  | Tyskland | Norbert Nigbur       | 393     |
| 3  | Tyskland | Olaf Thon            | 333     |
| 4  | Tyskland | Rolf Rüssmann        | 304     |
| 5  | Tyskland | Klaus Fischer        | 295     |
| 6  | Tyskland | Herbert Lütkebohmert | 286     |
| 7  | Danmark  | Ebbe Sand            | 282     |
| 8  | Tyskland | Gerald Asamoah       | 277     |
| 9  | Tyskland | Mike Büskens         | 257     |
| 10 | Tjeckien | Jiří Němec           | 256     |

|    |               | Spelare             | Mål |
| -- | ------------- | ------------------- | --- |
| 1  | Tyskland      | Klaus Fischer       | 182 |
| 2  | Danmark       | Ebbe Sand           | 105 |
| 3  | Nederländerna | Klaas-Jan Huntelaar | 82  |
| 3  | Tyskland      | Ingo Anderbrügge    | 82  |
| 5  | Tyskland      | Kevin Kurányi       | 71  |
| 6  | Tyskland      | Olaf Thon           | 66  |
| 7  | Tyskland      | Klaus Täuber        | 58  |
| 8  | Tyskland      | Erwin Kremers       | 50  |
| 9  | Tyskland      | Helmut Kremers      | 45  |
| 10 | Tyskland      | Rüdiger Abramczik   | 44  |
| 10 | Tyskland      | Gerald Asamoah      | 44  |

- * = spelar fortfarande för Schalke

## Fans och rivalitet med andra klubbar

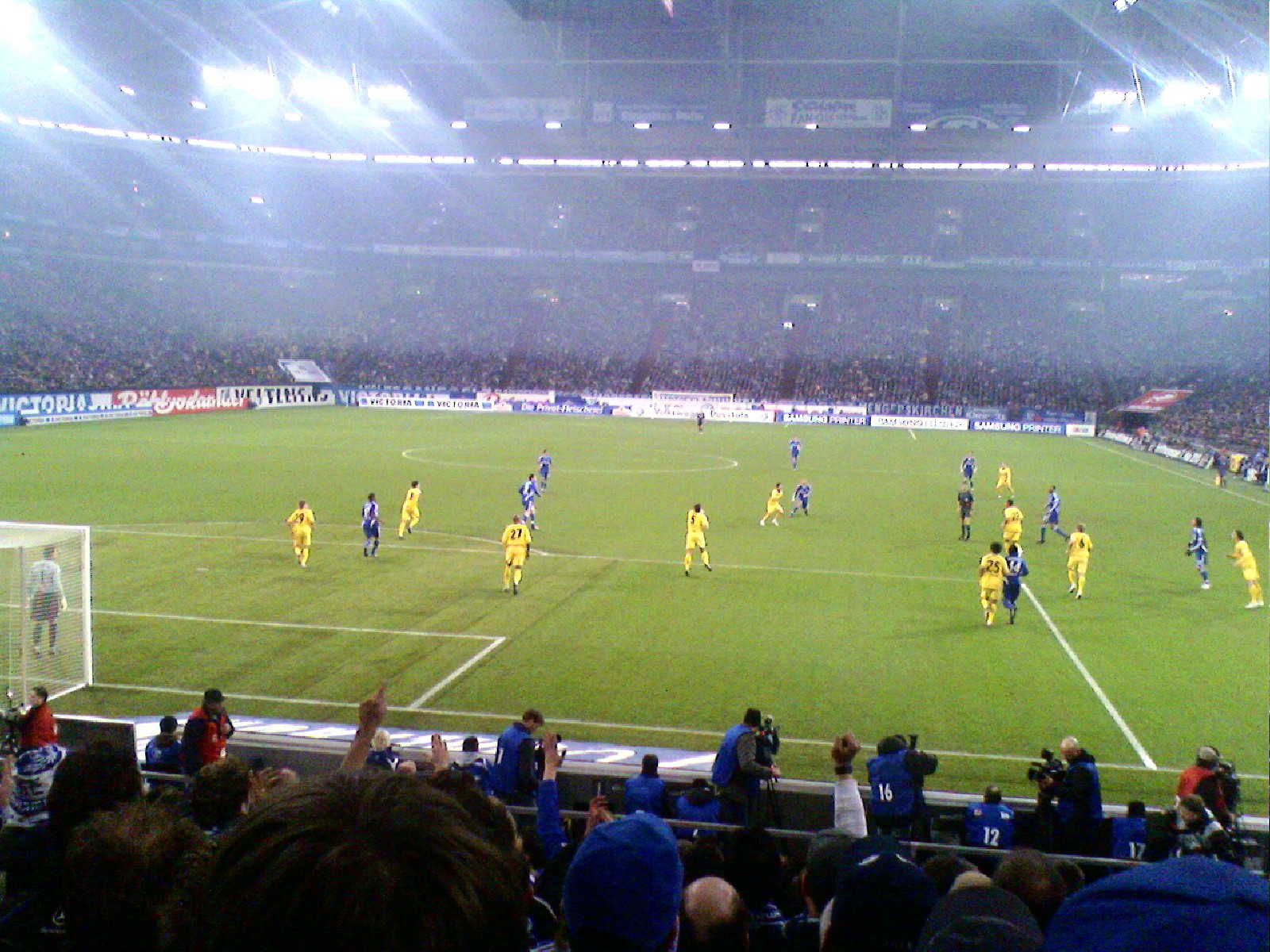
Borussia Dortmund mot Schalke i Bundesliga

FC Schalke 04 har en stor fanskara över hela Tyskland och är i toppen av publikligan i Bundesliga. FC Schalke har en stark anknytning till hemstaden Gelsenkirchen och klubben är mer känd än själva staden. En rivalitet råder sedan decennier mellan de två storlagen i Ruhrområdet, det vill säga Schalke och Borussia Dortmund. Derbyn mellan lagen tillhör de största i Europa. Schalke-fans har inte heller mycket till övers för Bayern München, något motsägelsefullt är därför att en av Schalkes största spelare genom tiderna, Olaf Thon, under sex år spelade för Bayern - hans popularitet är fortsatt mycket stor hos Schalkefansen sedan han gjorde comeback och var med om Uefacupsegern 1997. Fansen har däremot vänskapsband med 1. FC Nürnbergs och med FC Twentes fans.

## Kända spelare

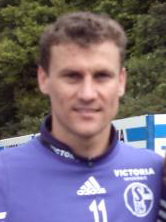
Ebbe Sand.

- Ernst Kuzorra
- Fritz Szepan
- Reinhard Libuda
- Berni Klodt
- Klaus Fischer
- Michaël Goossens
- Rüdiger Abramczik
- Erwin Kremers
- Helmut Kremers
- Emile Mpenza
- Rolf Rüssmann
- Norbert Nigbur
- Jens Lehmann
- Olaf Thon
- Jiri Nemec
- Ingo Anderbrügge
- Youri Mulder
- Ebbe Sand
- Tomasz Wałdoch
- Nico Van Kerckhoven
- Sven Vermant
- Marc Wilmots
- Marcelo Bordon
- Rafinha
- Lincoln
- Ivan Rakitic
- Mesut Özil
- Kevin Kuranyi
- Heiko Westermann
- Manuel Neuer
- Raúl
- Klaas-Jan Huntelaar

## Svenska spelare
- Lennart "Lie" Larsson
- Jordan Larsson

## Tränare sedan Bundesliga-starten
- Georg Gawliczek (1963–1964)
- Fritz Langner (1964–1967)
- Karl-Heinz Marotzke (1967)
- Günter Brocker (1967–1968)
- Rudi Gutendorf (1968–1970)
- Slobodan Cendic (1970–1971)
- Ivica Horvat (1971–1975)
- Max Merkel (1975–1976)
- Friedel Rausch (1976–1977)
- Uli Maslo (1977–1978)
- Ivica Horvat (1978–1979)
- Gyula Lóránt (1979)
- Dietmar Schwager (1979–1980)
- Fahrudin Jusufi (1980–1981)
- Sigfried Held (1981–1983)
- Jürgen Sundermann (1983)
- Diethelm Ferner (1983–1986)
- Rolf Schafstall (1986–1987)
- Horst Franz (1987–1988)
- Diethelm Ferner (1988–1989)
- Peter Neururer (1989–1990)
- Klaus Fischer (1990)
- Aleksandar Ristić (1991–1992)
- Klaus Fischer (1992)
- Udo Lattek (1992–1993)
- Helmut Schulte (1993)
- Jörg Berger (1993–1996)
- Huub Stevens (1996–2002)
- Frank Neubarth (2002–2003)
- Marc Wilmots (2003)
- Jupp Heynckes (2003–2004)
- Ralf Rangnick (2004–2005)
- Mirko Slomka (2006–2008)
- Fred Rutten (2008–2009)
- Felix Magath (2009–2011)
- Ralf Rangnick (2011)
- Huub Stevens (2011–2012)
- Jens Keller (2012–2014)
- Roberto di Matteo (2014–2015)
- André Breitenreiter (2015–2016)
- Markus Weinzierl (2016–2017)
- Domenico Tedesco (2017–2019)
- Huub Stevens (2019)
- David Wagner (2019–2020)
- Manuel Baum (2020)
- Christian Gross (2020–2021)
- Dimitrios Grammozis (2021–2022)
- Frank Kramer (2022)
- Thomas Reis (2022–)

Endast permanenta tränare är listade.